# ジョン・ケイル
ジョン・ケイル（John Cale、1942年3月9日 - ）は、イギリスのウェールズ出身のミュージシャン。アメリカでヴェルヴェット・アンダーグラウンドのオリジナル・メンバーとして活動した後、自己名義の作品を多数発表し、音楽プロデューサーとしても活動。

## 来歴
1942年3月9日に南ウェールズのクライナントにて生まれ、17歳まで過ごす。幼い頃からヴィオラやピアノを学んでいた。
1960年からの3年間、ロンドン大学のゴールドスミス・カレッジで主に音楽論学に関する長い学術論文に取り組む。イギリス人作曲家ハンフリー・サールのパフォーマンスや電子音楽に惹かれていき、ジョン・ケージに人生で最初の重大な影響を受けた。
1963年、イギリス滞在中に彼の演奏を見てその才能に注目したアーロン・コープランドの計らいで奨学金を受けて、マサチューセッツ州レノックスにあるイーストマン音楽学院タングルウッド校に夏の間留学した。その後、フランス系ギリシャ人の作曲家ヤニス・クセナキスの下で現代作曲法を学ぶため、初めてアメリカに渡った。ニューヨークに辿り着いた彼はそこで、ケージに次ぐ多大な影響を受けることになるラ・モンテ・ヤングに出会った。後に彼は「音楽的規律を学び、それを導入する過程において、おそらくラ・モンテ・ヤングとの出会いは自分の中でも最も大きな役割を果たしたと言える」と語っている。
その後、シアター・オブ・エターナル・ミュージック（別名、ドリーム・シンジケート）という音楽家集団に所属し、ミニマル・ミュージックの作品を作曲。この時期の作品は、2001年にテーブル・オブ・エレメンツというレーベルからCD化された。
1965年にルー・リードと出会い、ヴェルヴェット・アンダーグラウンドを結成。『ヴェルヴェット・アンダーグラウンド・アンド・ニコ』（1967年）と『ホワイト・ライト/ホワイト・ヒート』（1968年）の2作のアルバムに参加した後、リードとの関係が悪化してヴェルヴェット・アンダーグラウンドを脱退させられる。メンバーのスターリング・モリソンによれば、リードは「もしケイルが辞めないなら自分が辞める」とまで発言したという。
1970年にソロ活動を開始。内容はボーカル入りのロック・アルバムやインストゥルメンタルによる実験音楽など多岐にわたり、広範な音楽性を呈した。またテリー・ライリーやブライアン・イーノ等と共演した他、音楽プロデューサーとしてザ・ストゥージズ、パティ・スミスなど様々なアーティストの作品を手がけてもいる。
1990年、旧友リードとの共作アルバム『ソングス・フォー・ドレラ』発表。1993年にはヴェルヴェット・アンダーグラウンドの再結成とヨーロッパ・ツアーに参加した。
『I SHOT ANDY WARHOL』（1996年公開）、『バスキア』（1996年公開）、『アメリカン・サイコ』（2000年公開）等の映画音楽も担当した。

## ディスコグラフィ

### スタジオ・アルバム
- 『ヴィンテージ・ヴァイオレンス』 - Vintage Violence （1970年）
- The Academy in Peril （1972年）
- 『パリ1919』 - Paris 1919 （1973年）
- 『恐れ』 - Fear （1974年）
- 『スロウ・ダズル』 - Slow Dazzle （1975年）
- 『ヘレン・オブ・トロイ』 - Helen of Troy （1975年）
- Honi Soit （1981年）
- Music for a New Society （1982年）
- Caribbean Sunset （1984年）
- 『アーティフィシャル・インテリジェンス』 - Artificial Intelligence （1985年）
- 『ワーズ・フォー・ザ・ダイング』 - Words for the Dying （1989年）
- 『ウォーキング・オン・ローカスツ』 - Walking on Locusts （1996年）
- 『ホウボウサピエンス』 - HoboSapiens （2003年）
- blackAcetate （2005年）
- Shifty Adventures in Nookie Wood （2012年）
- M:FANS （2016年）
- 『マーシー』 - Mercy （2023年）
- 『ポプティカル・イリュージョン』 - POPtical Illusion （2024年）

### ライブ・アルバム
- 『悪魔の申し子たち〜その歴史的集会より』 - June 1, 1974 （1974年） ※with ケヴィン・エアーズ、ニコ、ブライアン・イーノ
- 『サボタージュ - ライヴ1979』 - Sabotage/Live （1979年）
- John Cale Comes Alive （1984年）
- 『イーヴン・カウガールズ・ゲット・ザ・ブルース』 - Even Cowgirls Get the Blues （1991年）
- 『追憶の雨の日々〜プレシャス・ソングス』 - Fragments of a Rainy Season （1992年）
- Circus Live （2007年）
- 『ライヴ・アット・ロックパラスト』 - Live at Rockpalast （2010年） ※1983年と1984年の録音。DVDあり

### EP
- Animal Justice （1977年）
- 5 Tracks （2003年）
- Jumbo In tha Modernworld （2006年）
- Extra Playful （2011年）
- All Summer Long （2013年）
- Lazy Day （2020年）

### コンピレーション・アルバム
- Guts （1977年）
- Seducing Down the Door: A Collection 1970–1990 （1994年）
- 『アイランド・イヤーズ』 - The Island Years （1996年）
- Close Watch: An Introduction to John Cale （1999年）
- New York In The 1960s （2004年）
- Gold （2007年） ※『The Island Years』の再発
- 『コンフリクト&カタルシス - ジョン・ケイル作品集1966-2006』 - Conflict & Catalysis （2012年）

### サウンドトラック・アルバム
- 『パリ・セベイユ』 - Paris s'eveille - suivi d'autres compositions （1991年）
- 23 Solo Pieces for La Naissance de L'Amour （1993年）
- Antártida （1995年）
- N'Oublie Pas Que Tu Vas Mourir （1995年）
- Eat/Kiss: Music for the Films by Andy Warhol （1997年）
- Somewhere in the City （1998年）
- 『舞踏曲「ニコ」』 - Nico: Dance Music （1998年）
- Le Vent De La Nuit （1999年）
- The Unknown （1999年）
- Saint Cyr （2000年）
- Process （2005年）

### コラボレーション・アルバム
- 『チャーチ・オブ・アンスラックス』 - Church of Anthrax （1971年） ※テリー・ライリーとの連名
- 『ソングス・フォー・ドレラ』 - Songs for Drella （1990年） ※ルー・リードとの連名
- 『ロング・ウェイ・アップ』 - Wrong Way Up （1990年） ※ブライアン・イーノとの連名
- 『ラスト・デイ・オン・アース』 - Last Day on Earth （1994年） ※ボブ・ニューワース（英語版）との連名

### プロデュース・アルバム
- ザ・ストゥージズ : 『イギー・ポップ・アンド・ストゥージズ』 - The Stooges （1969年）
- ニコ : 『マーブル・インデックス』 - The Marble Index （1969年）
- ニコ : Desertshore （1970年）
- ニコ : 『ジ・エンド』 - The End （1973年）
- ジェニファー・ウォーンズ : 『ジェニファー』 - Jennifer （1972年）
- パティ・スミス : 『ホーセス』 - Horses （1975年）
- ハッピー・マンデーズ : 『スクワーレル & G-MAN』 - Squirrel and G-Man Twenty Four Hour Party People Plastic Face Carnt Smile (White Out) （1987年）
- スージー・アンド・ザ・バンシーズ : 『恍惚 - ラプチュア』 - The Rapture （1994年）

### 参加アルバム
- ニコ : 『チェルシー・ガール』 - Chelsea Girl （1967年）
- ニック・ドレイク : 『ブライター・レイター』 - Bryter Layter （1972年）
- ブライアン・イーノ : 『アナザー・グリーン・ワールド』 - Another Green World （1975年）
- イアン・ハンター : 『バイオレンスの扇動者』 - You're Never Alone with a Schizophrenic （1979年）
- Various Artists : 『僕たちレナード・コーエンの大ファンです。』 - I'm Your Fan （1991年） - レナード・コーエンへのトリビュート・アルバムとして制作されたオムニバス作品
- パティ・スミス : 『ゴーン・アゲイン』 - Gone Again （1996年）
- スーパー・ファーリー・アニマルズ : 『リングス・アラウンド・ザ・ワールド』 - Rings Around the World （2001年）

### ドリーム・シンジケート
- 『Vol.1』 - Inside the Dream Syndicate, Volume I: Day of Niagara (2000年、Table of the Elements)
- Inside the Dream Syndicate Vol.II: Dream Interpretation (2002年、Table of the Elements)
- Inside the Dream Syndicate Vol.III: Stainless Gamelan (2002年、Table of the Elements)

## フィルモグラフィ
※サウンドトラックまたはスコアを担当した作品
- Straight and Narrow （1970年） ※短編
- Women in Revolt （1971年）
- 『ヒート』 - Heat （1972年）
- 『女刑務所/白昼の暴動』 - Caged Heat （1974年）
- 『クリストファー・ウォーケンの アクターズ・ラブ／舞台は恋のキューピット』 - American Playhouse - Who Am I This Time? （1982年） ※テレビ・シリーズの1編
- 『サムシング・ワイルド』 - Something Wild （1986年）
- The Houseguest （1989年） ※短編
- Dick: A Film by Jo Menell （1989年） ※ドキュメンタリー短編
- Songs for Drella （1990年） ※ビデオ作品
- Paris Awakens （1991年）
- Healing Hurts （1991年）
- Primary Motive （1992年）
- The Birth of Love  （1993年）
- Life Underwater （1994年）
- Ah Pook Is Here （1994年） ※短編
- Don't Forget You're Going to Die/N'oublie pas que tu vas mourir （1995年）
- Antarctica （1995年）
- 『I SHOT ANDY WARHOL』 - I Shot Andy Warhol （1996年）
- 『バスキア』 - Basquiat （1996年）
- Rhinoceros Hunting in Budapest （1997年）
- Somewhere in the City （1998年）
- Night Wind （1999年）
- Wisconsin Death Trip （1999年）
- The Virgin （1999年）
- 『アメリカン・サイコ』 - American Psycho （2000年）
- Love Me （2000年）